# Schwarzsee (Eschenlohe)
Der Schwarzsee ist ein Moorsee im Murnauer Moos, der zum Naturschutzgebiet Murnauer Moos gehört, im Landkreis Garmisch-Partenkirchen in Bayern.
Er wird von Druckquellen offen gehalten und gilt als Rest des Murnauer Sees.
Weitere Kleinseen im Murnauer Moos sind Langer-Köchel-See, Krebssee, Fügsee, Moosbergsee, Neuer Moosbergsee, Haarsee und Rollischsee.